# Olividae
Olividae (nomeadas, em inglês, olive, dwarf olive ou ancilla -sing.) é uma família de moluscos gastrópodes marinhos predadores, classificada por Pierre André Latreille, em 1825, e pertencente à subclasse Caenogastropoda, na ordem Neogastropoda. Sua distribuição geográfica abrange principalmente os oceanos tropicais da Terra. Gêneros outrora pertencentes a esta família, como Amalda, Ancilla e Ancillista, foram transferidos para a família Ancillariidae Swainson, 1840.

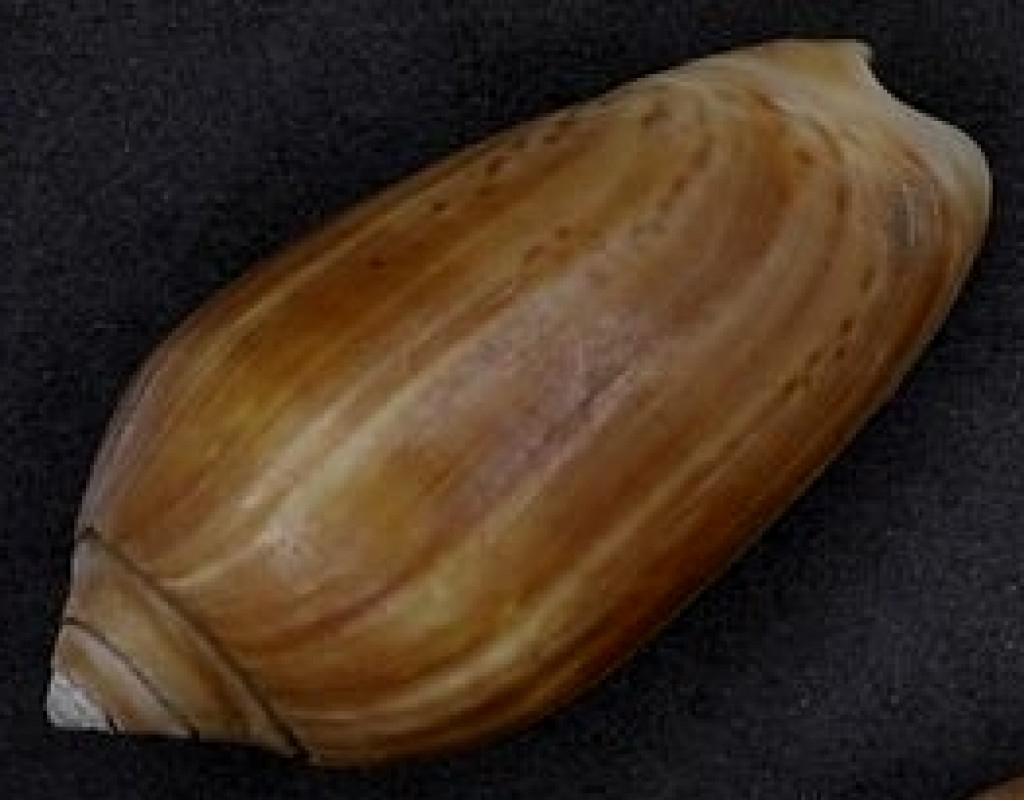
Espécime, exposto no Museu de História Natural de Leiden, de Felicioliva peruviana (Lamarck, 1811)[13], ex Oliva peruviana, encontrada do Peru ao Chile e extremamente variável em coloração. Atinge 5 centímetros.

## Descrição
Compreende caramujos ou búzios de conchas cilíndricas, cilíndrico-ovoides ou cônico-arredondadas, pequenas ou atingindo tamanhos de pouco mais de 10 centímetros de comprimento (como Oliva porphyria), geralmente muito lisas e brilhantes, com desenhos e marcações coloridas; sem perióstraco ou opérculo; de espiral, em sua maioria, menor do que a volta corporal; com lábio externo engrossado e columela dotada de ranhuras, ou não. Espécies como Oliva oliva (e grande parte do gênero Oliva) contam com diversas variações de coloração, o que torna sua taxonomia dificultosa para o não-especialista.

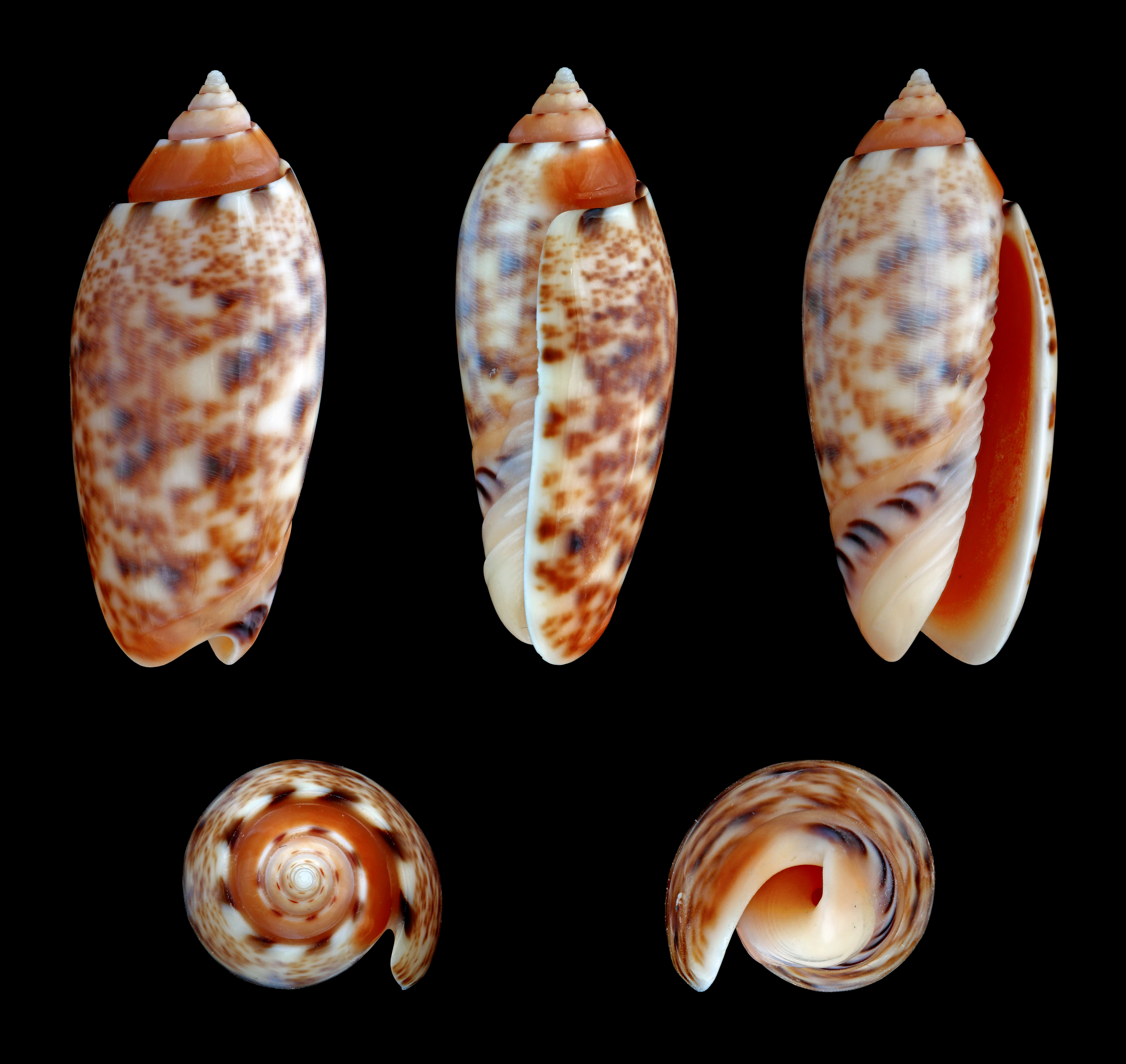
Cinco vistas da concha de Oliva mantichora Duclos, 1840[1], do oceano Pacífico; espécime vindo de Bohol, Filipinas. Observe as ranhuras em sua columela.

## Habitat
Os animais da família Olividae habitam mares e oceanos de pouca profundidade, muitas vezes em praias, alimentando-se de invertebrados e passando o dia enterrados na areia.

## Classificação deOlividae: subfamílias e gêneros viventes

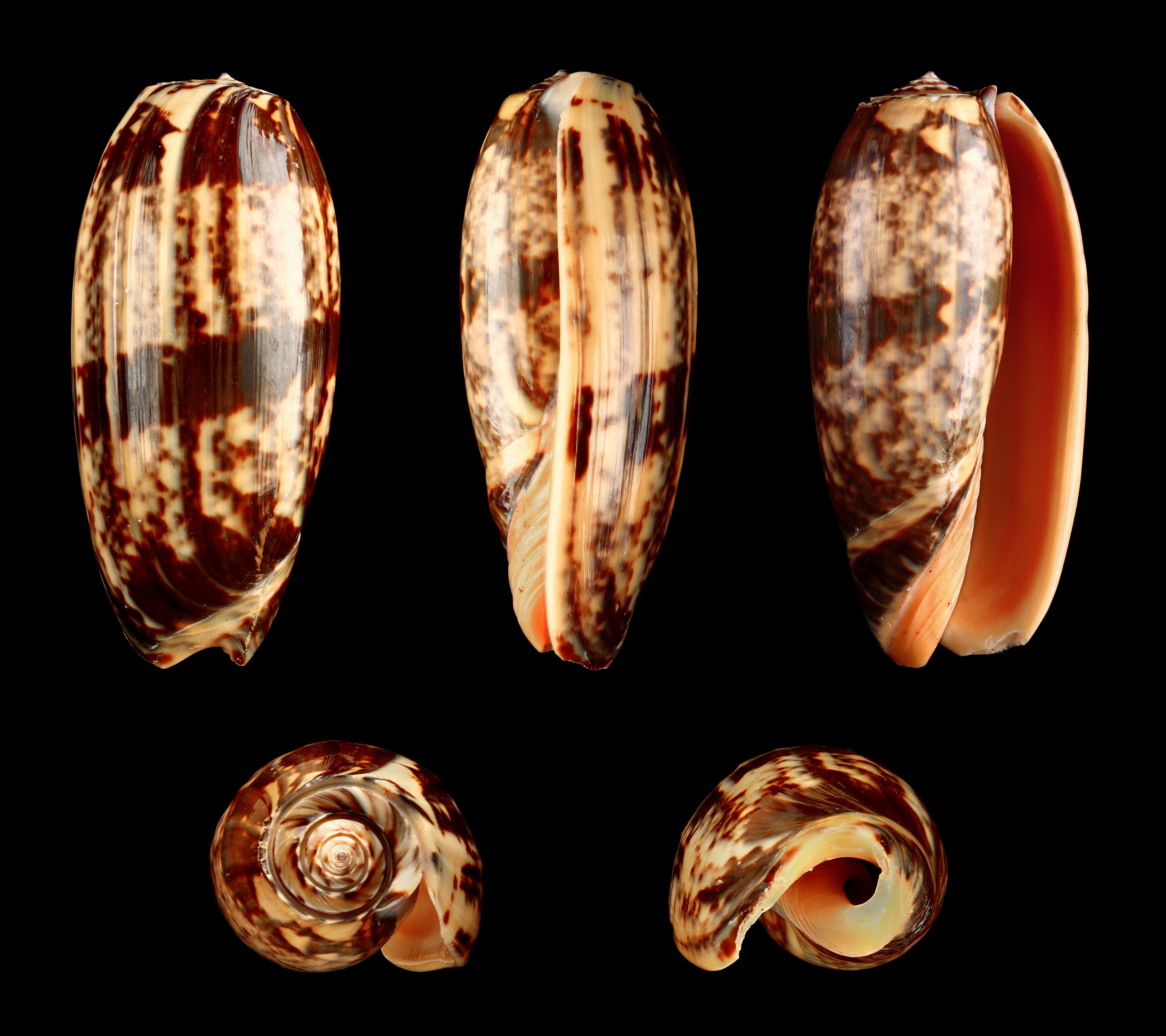
Cinco vistas da concha de Miniaceoliva miniacea (Röding, 1798), do Indo-Pacífico; uma espécie que fez parte do gênero Oliva, no passado.

De acordo com o World Register of Marine Species, suprimidos os sinônimos e gêneros extintos.
Subfamília Agaroniinae Olsson, 1956
Agaronia Gray, 1839
Subfamília Calyptolivinae Kantor, Fedosov, Puillandre, Bonillo & Bouchet, 2017
Calyptoliva Kantor & Bouchet, 2007
Subfamília Olivancillariinae Golikov & Starobogatov, 1975
Olivancillaria d'Orbigny, 1841
Subfamília Olivellinae Troschel, 1869
Cupidoliva Iredale, 1924
Olivella Swainson, 1831
Subfamília Olivinae Latreille, 1825
Americoliva Petuch, 2013
Felicioliva Petuch & Berschauer, 2017
Miniaceoliva Petuch & Sargent, 1986
Oliva Bruguière, 1789
Omogymna Martens, 1897
Recourtoliva Petuch & Berschauer, 2017
Vullietoliva Petuch & Berschauer, 2017
- Cinco vistas da concha de Miniaceoliva miniacea (Röding, 1798)[15], do Indo-Pacífico; uma espécie que fez parte do gênero Oliva, no passado.[8]